# La casa di sabbia e nebbia (romanzo)
La casa di sabbia e nebbia è un romanzo scritto da Andre Dubus III, pubblicato nel 1999. È diventato un bestseller internazionale, con due milioni e mezzo di copie vendute, pubblicato in diciassette lingue, primo in classifica sul New York Times, finalista al National Book Award, selezionato come libro dell'anno dai Librai indipendenti americani e dall'Oprah's Book Club.
Dal libro è stato tratto nel 2003 l'omonimo film dal regista Vadim Perelman.

## Edizioni in italiano
- Andre Dubus 3, La casa di sabbia e nebbia, trad. di Luciana Crepax, Piemme, Casale Monferrato 2004 ISBN 88-384-5465-5
- Andre Dubus 3, La casa di sabbia e nebbia, traduzione di Luciana Crepax, Piemme pocket, Casale Monferrato 2005
- Andre Dubus 3, La casa di sabbia e nebbia: romanzo, traduzione dall'inglese di Luciana Crepax, BEAT, Vicenza 2014